# Droue-sur-Drouette
Droue-sur-Drouette é uma comuna francesa na região administrativa do Centro, no departamento Eure-et-Loir. Estende-se por uma área de 5,27 km². Em 2010 a comuna tinha 1 288 habitantes (densidade: 244,4 hab./km²).